# Salix prolixa
Salix prolixa är en videväxtart som beskrevs av Anderss.. Salix prolixa ingår i släktet viden, och familjen videväxter. Inga underarter finns listade i Catalogue of Life.